# 周从初

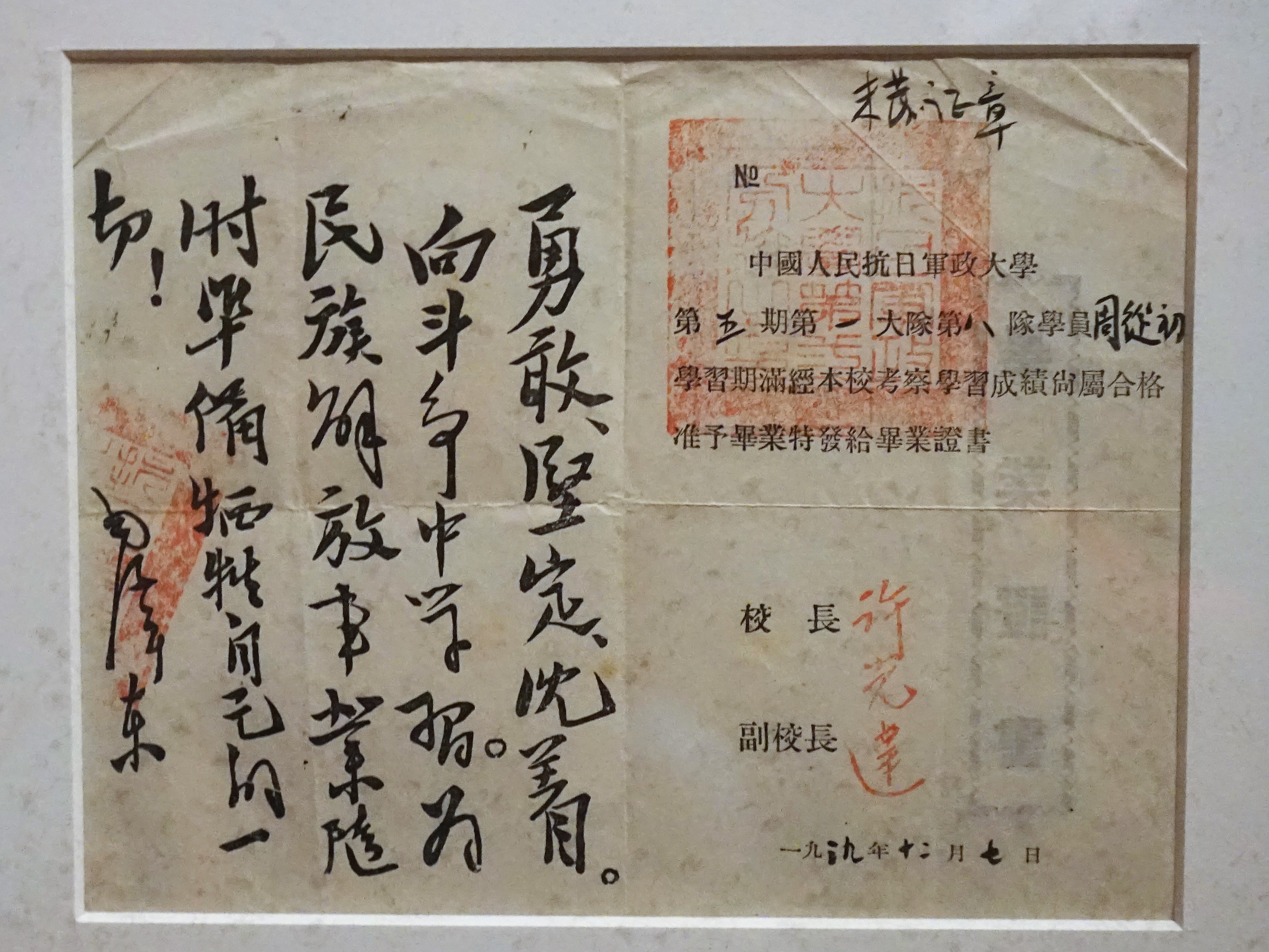
1939年中国人民抗日军政大学发给第五期学员周从初的毕业证书

周从初（1914年—2005年），男，上海人，中国电影摄影师，曾任北京电影洗印录像技术厂首任厂长，中国电影家协会理事。